# Gokseong-eup
Gokseong-eup (koreanska: 곡성읍) är en köping i kommunen Gokseong-gun i provinsen Södra Jeolla i den södra delen av Sydkorea, 260 km söder om huvudstaden Seoul. Det är kommunens största ort och dess administrativa huvudort.